# (22435) Pierfederici
(22435) Pierfederici est un astéroïde de la ceinture principale.

## Description
(22435) Pierfederici est un astéroïde de la ceinture principale. Il fut découvert le 12 avril 1996 à Kitt Peak par le projet Spacewatch. Il présente une orbite caractérisée par un demi-grand axe de 3,21 UA, une excentricité de 0,16 et une inclinaison de 2,1° par rapport à l'écliptique.